# 高橋信雄 (ゴルファー)
高橋 信雄（たかはし のぶお、1950年1月17日 - ）は、日本のプロゴルファー。

## 来歴
1968年に進学した日本大学ゴルフ部では高橋勝成の1年先輩に当たり、竹田昭夫監督のスパルタ指導で頭角を現す。3年次の1970年と4年次の1971年には全日本学生を優勝し、自身の2連覇であると同時に日大勢6連覇となる。高橋は日本学生で初めて2勝し、その後は金谷多一郎、丸山茂樹、池田勇太、大田和桂介、松山英樹が2勝している。
1970年には母校の先輩である山田健一、入江勉と共にアイゼンハワートロフィー日本代表に選出されて個人戦8位に入り、1971年には日本オープンではローアマを獲得。同年の『第22回NHK紅白歌合戦』では関東甲信越地方代表の地方審査員として出演 。
卒業後の1972年にプロテストで一発合格し、1973年の関東オープンでは初日を小川清二・陳清波（中華民国）と並んでの3位タイでスタートすると、3日目は青木功・菊地勝司と並んでの9位タイに着け、最終日には青木と並んでの6位タイに入った。ファーストフライトでは河野高明・尾崎将司、ベン・アルダ（フィリピン）に次ぐと同時に石井裕士と並び、小川・村上隆・青木功・鷹巣南雄・橘田規を抑えての4位タイに入った。
1974年の日本プロでは青木から「練習ではいいゴルフをするんだから消極さを捨てろ」と言われ、尾崎将と並んでの首位タイで、プロ入り初の初日首位に躍り出たが、最終的には石井富男・新井規矩雄と並んでの10位タイであった。続くKBCオーガスタでは初日に5アンダーで山本善隆・中村通と共に首位タイで終え、1975年には山田と共にシード入りする。
1975年は春頃は低迷したが、東北クラシックでは3日目に呂良煥&陳健忠（中華民国）・竹安孝博と並んでの8位タイに着けるなど上り調子となり、札幌とうきゅうオープンでは初日を石井・森憲二・小林富士夫と並んでの2位タイでスタート。2日目は最終9番ではパーに終わったが、12、18、6番とロングホールで確実にバーディーを取ってしぶといところを見せる。強風に悩まされながらも堅実なゴルフで3バーディー、2ボギーにまとめ、森と共に通算5アンダー139で首位タイに立った。3日目は村上・謝永郁（中華民国）と最終組で回り、2番でボギーを叩くが、3番のミドルホールでピンの手前に2オン。村上とほとんど並んで6mとなり、村上がうまく沈めてバーディーにしたのに対し、高橋のボールは惜しいところでカップから逃げた。4、6番と続いたバーディーチャンスでパットが決まらなかったが、インに入ってダブルボギーを叩いた後は手堅くまとめる。謝永と共に村上との1打差を守る2位タイに着けたが、迎えた最終日は22位に転落した。スポーツ振興インターナショナルでは3日目に首位タイの宮本康弘・新井と1打差、尾崎将・陳清と並んでの3位タイに着け、最終日には寺本一郎と並んでの5位タイに入った。
1978年の全日空札幌オープンでは2日目にコース特有の10m以上の強風でスコアを乱す選手が続出した中を青木・高橋勝成と並んでの7位タイに着け、3日目には平均風速15mとコース特有の強風が前日に続いて吹きまくった中を矢部昭・陳健・井上幸一と並んでの10位タイに着けた。
1978年の日本国土計画サマーズでは初日に68をマークして山本・新井・柴田昇と並んでの首位タイでスタートし、2日目も67と1つ伸ばして単独首位となり、3日目には72を叩いたが首位をキープ。3日間首位独走で3年ぶりの学士プロの優勝が期待されたが、最終日は優勝を意識してかプレッシャーに押し潰され、スタートから最後まで足の震えが止まらなかった。1番で早くもボギーを叩き、ドライバーが左右に大揺れした上にパットも決まらず3ダブルボギーを叩くなど自滅。特に17番では第1打をグリーン左に外し、1mに寄せたものの第1パットを左へ20cm外し、その20cmもダフって空振りといった具合であり、通算2アンダー286で新井規矩雄・土山録志と並んでの6位タイに終わった。
1978年の日本プロでは初日に3アンダー69をマークし、青木・野辺地鼎・上野忠美・小林・渡辺修・金本章生・久保四郎・鷹巣と並んでの4位タイでスタートした。
1979年のフジサンケイクラシックでは3日目に村上・矢部・石井裕・島田幸作と並んでの5位タイに着け、1991年の北海道オープンを最後にレギュラーツアーから引退。